# Claude du Plat

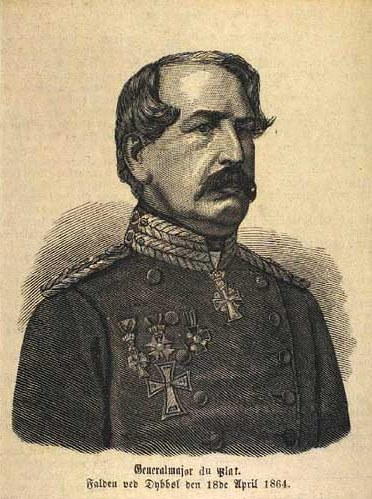
Claude du Plat, Generalmajor

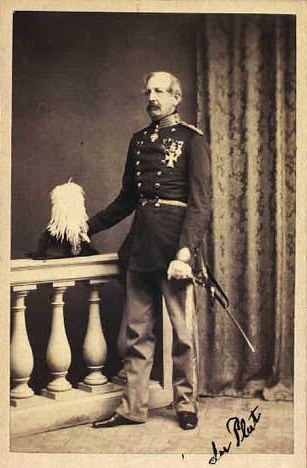
Claude du Plat

Peter Henrik Claude du Plat (* 28. September 1809 in Kopenhagen; † 18. April 1864 in Düppel, Dänemark) war ein königlich dänischer Generalmajor und Stadtkommandant.

## Leben
Er entstammte dem französischen Adelsgeschlecht du Plat, dessen erster Vertreter in Deutschland Pierre Joseph du Plat (1657–1709) war, Stammvater der hannoverschen Linie. Mitglieder dieser deutschen Linie traten wiederum in königlich dänische und britische Dienste.
Plat war einer von fünf Söhnen des Generalmajors und Kammerherrn Johann Heinrich Christian du Plat (1769–1852), damals Kommandeur der Kadettenanstalt in Kopenhagen, und der Alette Marie Amalia Wilster (1777–1853). Am 3. November 1809 wurde er in der Kopenhagener Garnisonskirche getauft. Ein älterer Bruder war der Generalstabsoffizier Caesar du Plat (1804–1874), sein jüngerer der Generalmajor Ernst du Plat (1816–1892).
Im Jahr 1818 begann Plat seine militärische Laufbahn mit der Ausbildung an der von seinem Vater geleiteten Kadettenanstalt. Fünf Jahre später (1823) wurde er zum Offizier ernannt und dem Königsregiment als Sekondeleutnant zugeteilt, 1825 wurde er Premierleutnant. Im Jahr 1830 kam er zum Armeekorps im Herzogtum Holstein. Im Jahr 1839 – im selben Jahr wurde er in den dänischen Adelsstand aufgenommen – wurde er Kapitän und 1842 Kompaniechef im 5. Bataillon. Außerdem war er Adjutant des Landgrafen Wilhelm von Hessen-Kassel-Rumpenheim, dem Kommandeur der 2. Division des preußischen 10. Armeekorps; die militärische Zusammenarbeit beruhte auf der gemeinsamen Mitgliedschaft im Deutschen Bund.
Nach einer Mission in Sankt Petersburg mit dem Prinzen Friedrich von Schleswig-Holstein-Sonderburg-Glücksburg im August/September 1846, wechselte er 1847 für ein Jahr in russische Dienste. Grund dafür war, dass er sich bei Elisabeth Katharina von Scholten, der Tochter des dänisch-westindischen Generalgouverneurs Peter von Scholten, einen „Korb“ geholt hatte. Bei einem Feldzug im Kaukasus ab März 1847 wurde er zweimal verwundet und wurde zur Anerkennung erwiesener Tapferkeit mit dem russischen „Golddegen“ ausgezeichnet und wurde nach seiner Rückkehr in die dänische Heimat (Februar 1848) zum Ritter des Dannebrogordens ernannt.
Am 17. Juni 1848 wurde er zum Major befördert und im November 1848 zum Kammerherren ernannt. Jetzt heiratete Plat doch am 25. November 1848 in der Kopenhagener Garnisonskirche seine Elisabeth Katharina von Scholten (* 4. September 1811; † 13. Dezember 1859). Anschließend kämpfte er 1849 als Bataillons-Kommandeur im ersten Schleswig-Holsteinischen Krieg (1848–1851). Auch in diesem Krieg wurde er mehrfach – teilweise sogar schwer – verwundet. Am 19. Januar 1850 wurde er Oberstleutnant. Später war er mehrere Jahre Stadtkommandant von Schleswig, Altona, danach Brigade-Kommandeur und Stadtkommandant in Rendsburg.
Im Jahr 1850 wurde ihm das Ehrenkreuz zum Dannebrogorden (Dannebrogordenens Hæderstegn) und der schwedische Schwertorden verliehen.
Er fiel als Generalmajor und Kommandeur der 2. Infanterie-Division im Deutsch-Dänischen Krieg beim Gefecht um die Düppeler Schanzen. Gleich zu Beginn des Gefechts hatte sich Plat in die erste Kampflinie begeben. Da er einen einfachen Soldatenmantel trug und von den Preußen nicht als General erkannt wurde, kam er im Nahkampf zu Tode. Sein Leichnam wurde in einem Sarg nach Kopenhagen überführt, der mit zwei Lorbeerkränzen und zwei Silberplatten dekoriert war, die mit den Grüßen seiner Kriegsgegner „Von Sr. Kgl. Hoheit dem Kronprinzen von Preußen“ und „Von Feldmarschall v. Wrangel“ graviert waren. Er wurde am 28. April 1864 auf dem Friedhof der Soderup Kirke (Amt Holbæk) beigesetzt.

## Auszeichnungen und Ehrungen
- 1846: russischer Sankt-Anna-Orden 3. Klasse
- 1848: russischer Golddegen
- 1848: Ritter des Dannebrogordens
- 1850: Verdienstmedaille des Dannebrogordens
- 1850: schwedischer Schwertorden
- 1858: Kommandeur 1. Grades des Dannebrogordens
- Porträts von Claude du Plat wurden schon zu seinen Lebzeiten, aber auch nach seinem Tod mehrere gemalt und als Lithografien in Umlauf gebracht. Ein 1885 von August Jerndorff gemaltes Gemälde hängt heute im Museum von Schloss Frederiksborg.[4]

## Literarisches
Theodor Fontane erwähnt du Plat in seinem Werk Unwiederbringlich, Kapitel 16. Auch in Fontanes früherer Novelle Tuch und Locke wird ein du Plat erwähnt.